# 인빌
인빌(Inwil)은 스위스 루체른주에 있는 호흐도르프구에 있는 시정촌이다.

## 역사
인빌은 1145년에 Ingenwilare로 처음 언급되었다.

## 지리
인빌의 면적은 10.3k㎡이다. 이 지역의 70.8%는 농업용으로 사용되며 16.3%는 산림이다. 나머지 토지 중 11.4%는 정착지(건물 또는 도로)이고 나머지(1.5%)는 비생산적(강, 빙하 또는 산)이다. 1997년 토지조사에서는 전체 토지의 16.18%가 산림이었다. 농경지 중 67.15%는 경작이나 목초지로 사용되며, 3.49%는 과수원이나 덩굴 작물에 사용된다. 정착지 중 5.14%는 건물, 1.07%는 공업, 1.16%는 특별 개발, 0.1%는 공원 또는 녹지, 4.17%는 교통 기반 시설로 구성되어 있다. 비생산적인 지역 중 1.26%는 비생산적인 흐르는 물(강)이고 0.29%는 기타 비생산적인 토지이다.
시정촌은 아르가우주와 국경에 있는 로이스강 계곡(로이스탈)에 있다.

## 인구통계
2020년 12월 31일 기준, 인빌의 인구는 2,706명이다. 2007년 기준으로 전체 인구의 7.6%가 외국인이다. 지난 10년 동안 인구는 23.8%의 비율로 증가했다. 2000년 기준, 인구 대부분은 독일어(95.6%)를 사용하며, 세르보-크로아티아어가 두 번째(1.5%)로 많이 사용하고, 포르투갈어가 세 번째(1.2%)이다.
2007년 선거에서 가장 인기 있는 정당은 34.3%의 득표율을 기록한 CVP였다. 다음으로 가장 인기 있는 세 정당은 SVP (32.8%), FDP (20.5%), SPS (6%)였다.
인빌의 연령 분포는 다음과 같다. 557명 또는 인구의 26%가 0-19세이다. 609명(28.5%)은 20-39세이고, 717명(33.5%)은 40-64세이다. 노인 인구 분포는 191명 또는 8.9%가 65-79세, 53 또는 2.5%가 80-89세, 13명 또는 0.6%가 90세 이상이다.
전체 스위스 인구는 일반적으로 교육 수준이 높다. 인빌에서는 인구의 약 78.3%(25-64세)가 필수가 아닌 고등 교육 또는 추가 고등 교육(대학 또는 응용학문대학)을 완료했다.
2000년 현재 662가구 중 163가구(약 24.6%)가 1인 가구이다. 101명(약 15.3%)은 5인 이상의 대가족이다. 2000년 기준으로 시정촌에는 328개의 주거용 건물이 있었고 그 중 243개는 주택으로만 건축되었고 85개는 주상복합 건물이었다. 자치단체에는 단독주택 131채, 다가구주택 55채, 다가구주택 57채가 있었다. 대부분의 집은 2층(129) 또는 3층(86)층 구조였다. 단층 건물은 12채, 4층 이상 건물은 16채에 불과했다.
인빌의 실업률은 1.1%이다. 2005년 기준으로 1차 경제 부문에 230명이 고용되어 있으며, 이 부문에 약 52개 기업이 참여하고 있다. 253명이 2차 부문에 고용되어 있고, 이 부문에 34개의 기업이 있다. 367명이 3차 부문에 고용되어 있으며, 이 부문에는 48개의 기업이 있다. 2000년 현재 시정촌 인구의 56.3%가 일정 정도 고용되어 있다. 같은 기간 여성은 전체 노동력의 39.6%를 차지했다.
2000년 인구 조사에서 인빌의 종교 회원은 다음과 같았다. 1,485명(83.3%)은 로마 가톨릭교도이고, 131명(7.3%)은 개신교이며, 33명(1.85%)은 다른 기독교 신앙을 갖고 있다. 이슬람교도는 12명(인구의 0.67%)이다. 나머지 중 다른 종교에 속한 사람은 3명(0.17%), 조직화된 종교에 속하지 않은 사람이 83명(4.66%), 응답하지 않은 사람이 36명(2.02%)이었다.
역사적 인구는 다음 표에 나와 있다.
| 년도       | 인구   |
| ---------- | ------ |
| about 1695 | c. 400 |
| 1798       | 670    |
| 1837       | 101    |
| 1850       | 817    |
| 1900       | 792    |
| 1950       | 1,040  |
| 2000       | 1,783  |

## 교통
111번 라인 에비콘-필데른(스위스 몰)-인빌 도르프-발디브뤼케는 인빌에서 루체른, 에멘 및 론탈로의 접근을 보장하고 제탈과 론탈 간의 더 나은 연결을 제공한다. 인빌 사람들은 S9 S-반 노선과 연결된 발디브뤼케까지 111번 라인을 타고 루체른에 도착할 수 있다. 제탈-론탈 축의 110호선 호흐도르프-기지콘-로트크로이츠(트란스 제탈 익스프레스)는 피크타임 동안 30분마다 운행된다. 가장 가까운 기차역은 루체른-렌츠부르크선의 에센바흐 LU 및 발디브뤼케 LU와 루체른-취리히선의 기지콘-루트이다.
장소는 기지콘-에센바흐 LU 도로에 있다. 4km 떨어진 A14 고속도로의 인빌-기지콘 고속도로 교차로와 8km 떨어진 A2의 남에멘 교차로에서는 고속도로망의 원활한 연결을 보장한다. 또 다른 고속도로 연결은 부흐라인(인근 시정촌)에 있다.

## 갤러리

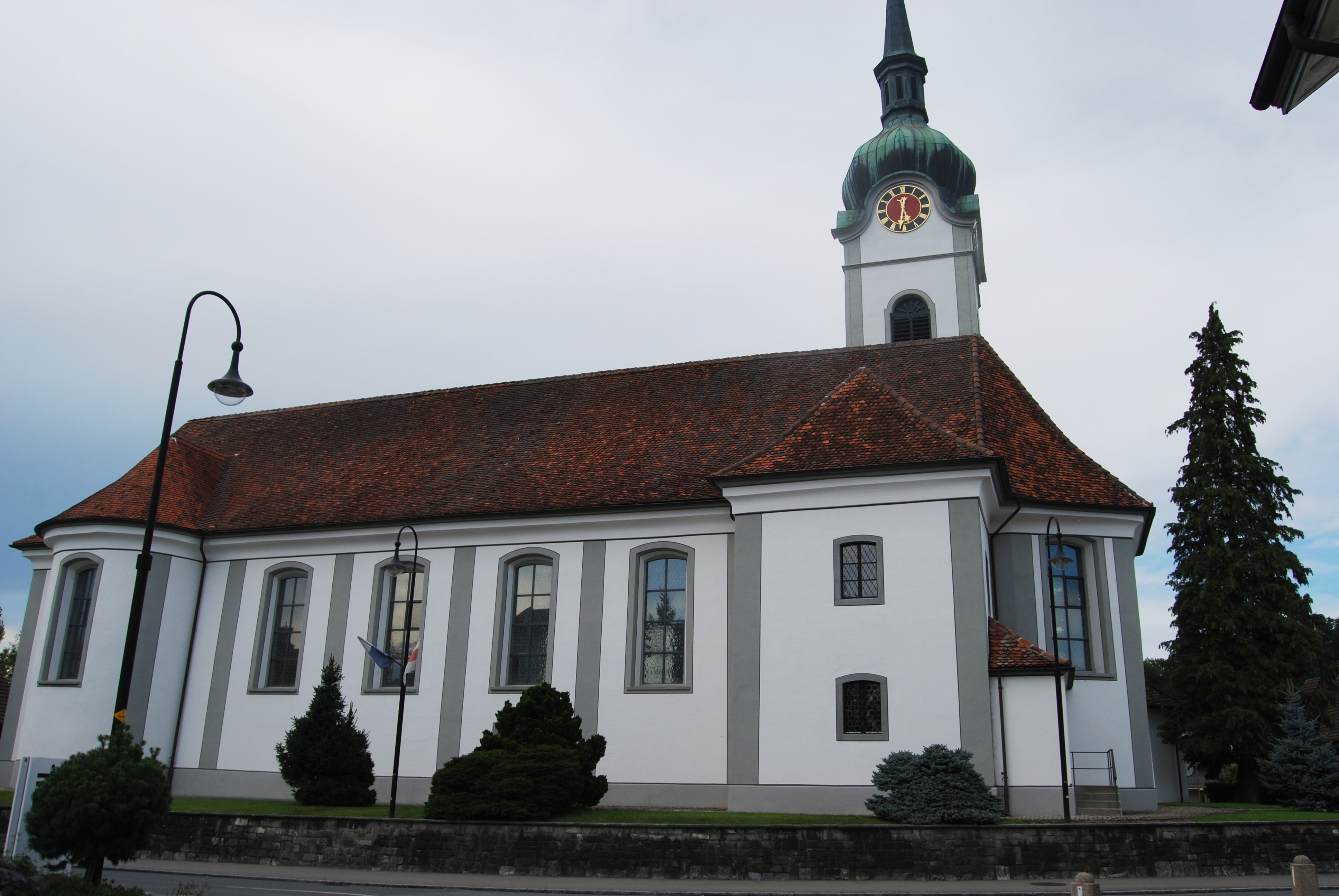
인빌 교회
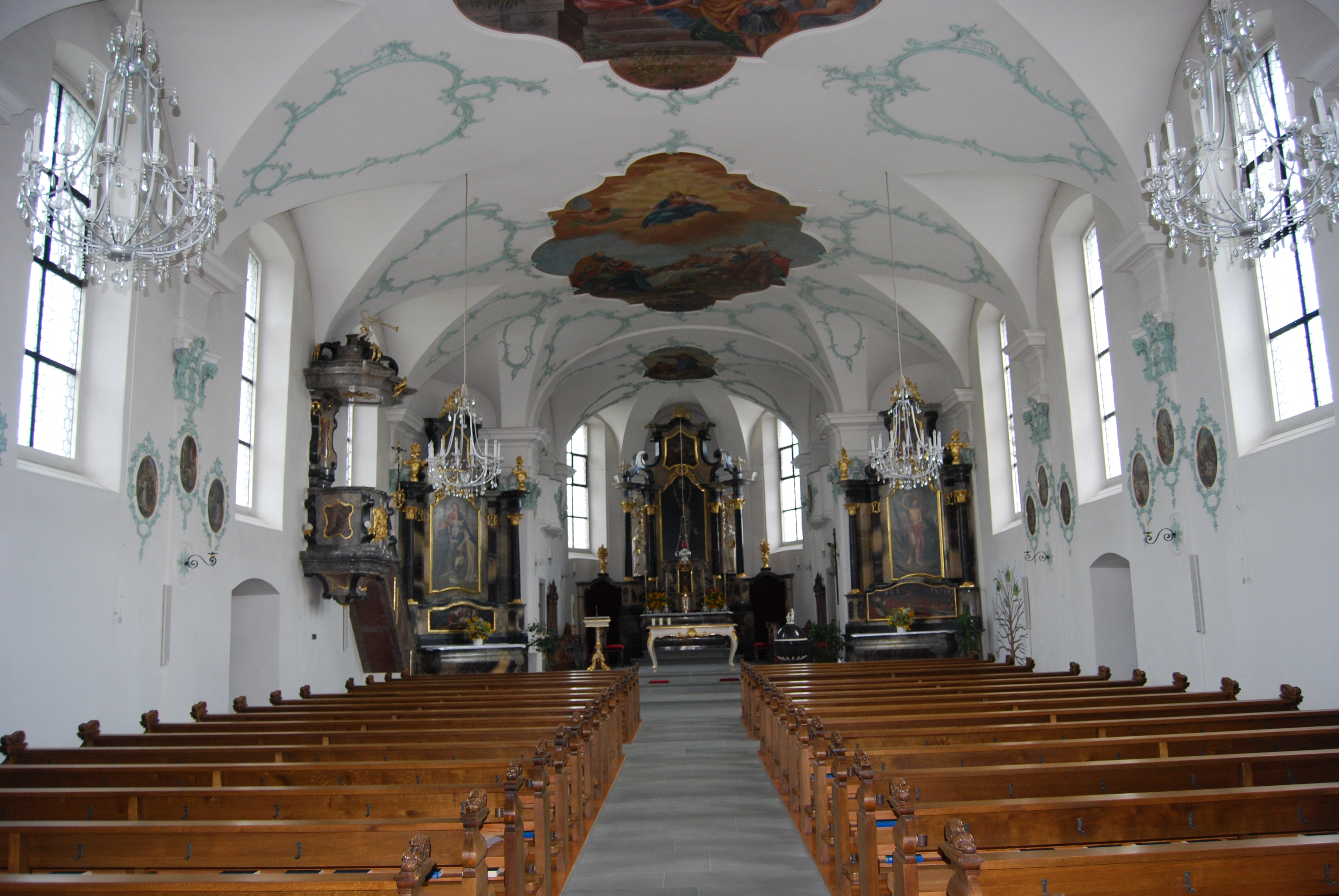
교회 내부
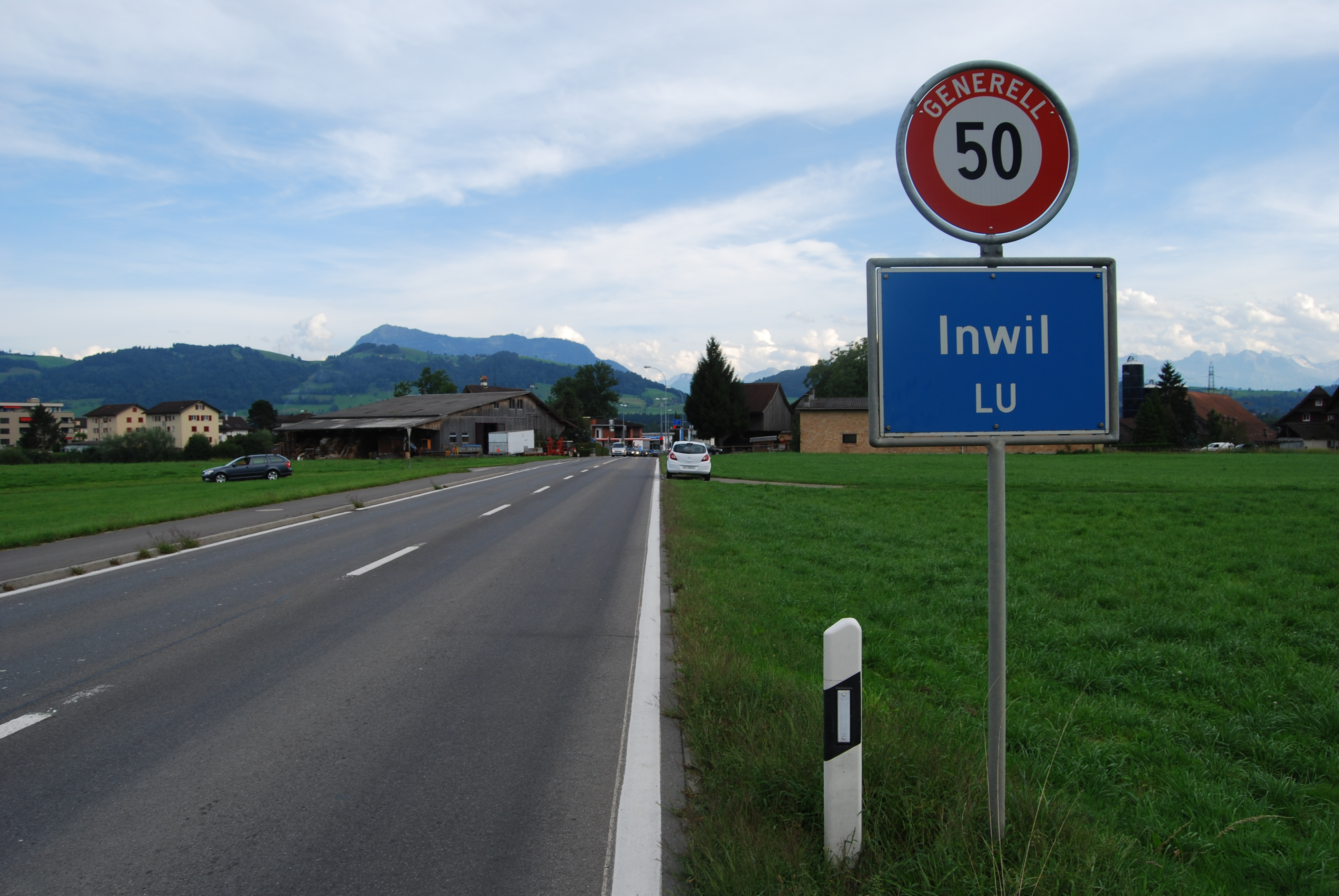
인빌 입구
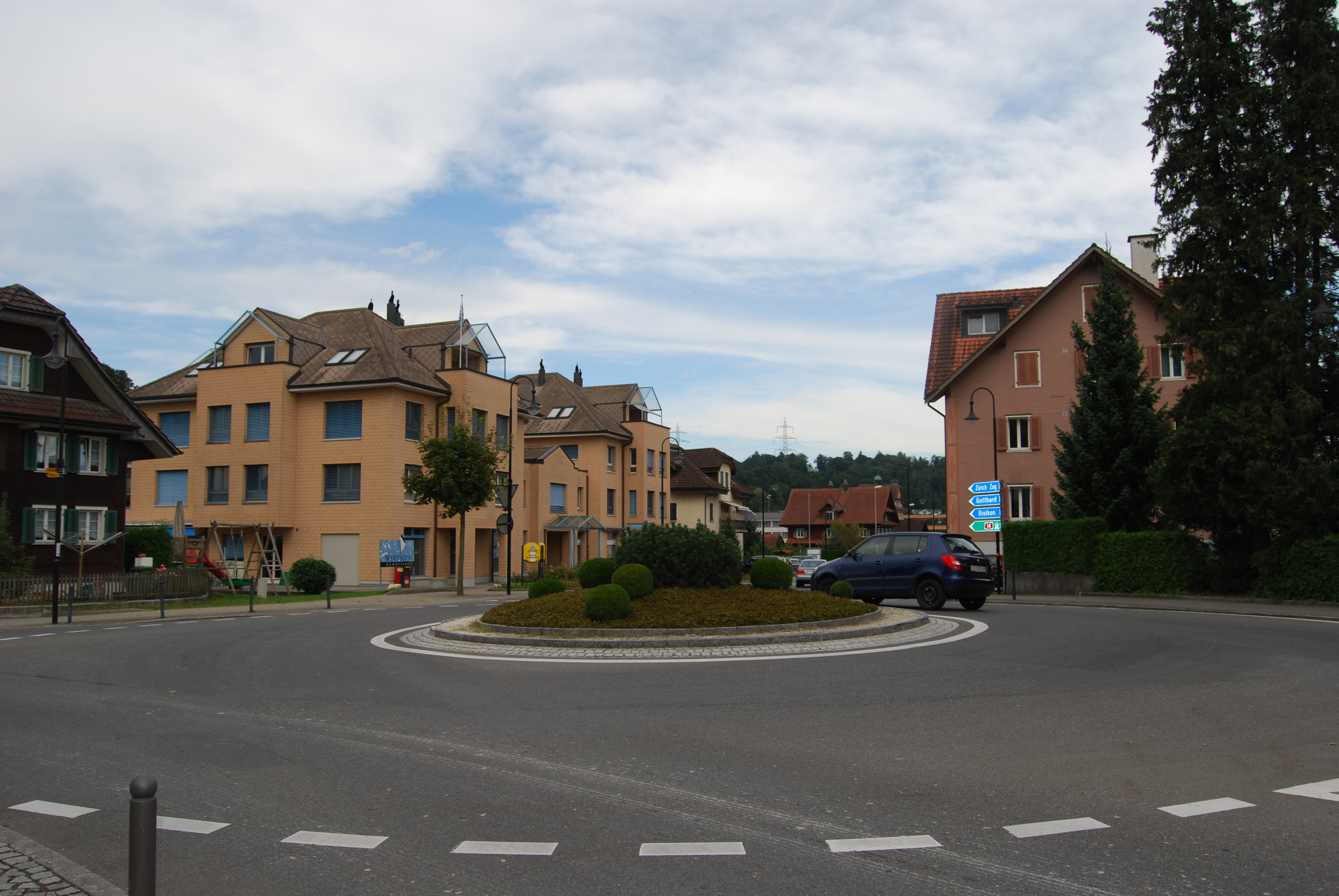
마을 중심의 로터리